# Obbnäs
.

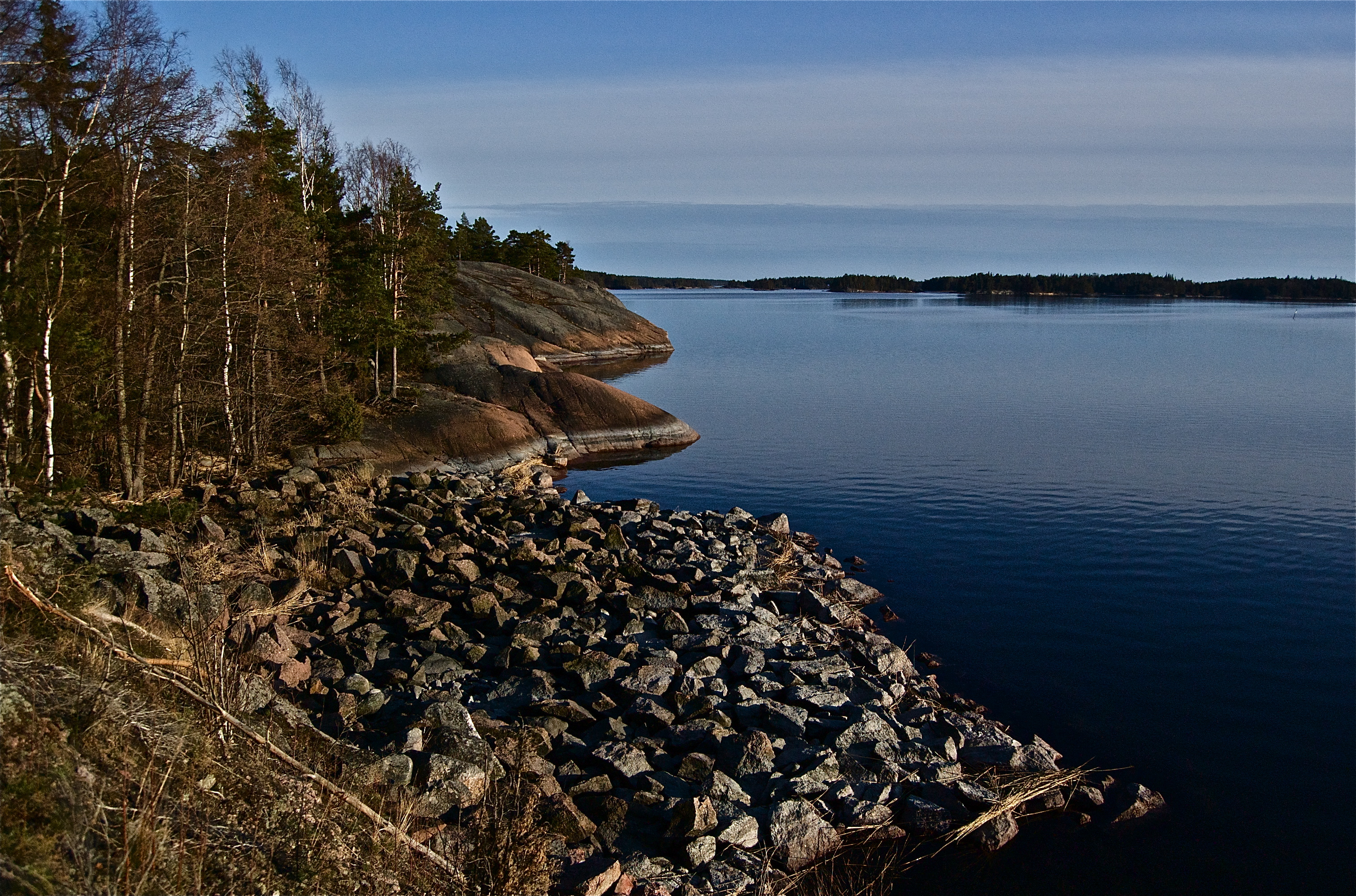
Östra sidan av udden, där det inte syns så mycket anläggningar. Observera den grovkorniga röda graniten

Obbnäs [åbb-] (fi. Upinniemi) är en plats och en flottstation i Kyrkslätts kommun, Nyland. Det finns en udde med samma namn. Den ligger cirka 11 km söder om Kyrkslätts centrum och består nästan i sin helhet av den rätt ovanliga rapakivigraniten.
Udden hyste tidigare en liten by, men den evakuerades i samband med att Sovjetunionen arrenderade hela Porkalaområdet i enlighet med vapenstilleståndsavtalet i Moskva 1944. Sovjetstyrkorna byggde en flottbas på udden med kaserner, kajer, reparationsvarv och övrig tillhörande infrastruktur.
Då Sovjetunionen 1956 återlämnade arrendeområdet passade försvarsmakten på att tvångsinlösa Obbnäs, då Helsingfors flottbas på Skatudden började bli trångbodd, och i Obbnäs fanns tillgängligt ett område med en god början på den nödvändiga infrastrukturen delvis färdigt. 1959 flyttade flottbasen in och bildade Porkala garnison. De gav udden det finska namnet Upinniemi. Andra enheter kom efter, såsom kustartilleri och dykar- och pionjärenheter. Kustjägarbataljonen huserade där till 1989, då den flyttade till Dragsvik. Basen har haft flera namn genom åren, bland annat Finska vikens marinkommando.
Då basen var som aktivast hade ca 700 personer sin arbetsplats där och många av de stamanställda bodde med sina familjer på området. Det fanns en dagligvaruaffär, skola och ett kafé med postombud och det byggdes ett kapell, som fick överta den gamla mistsignalklockan från fyren på Pohjoisrivi på Hogland. Affären, kaféet och posten har försvunnit idag, då det på 10 minuter går att köra till Kyrkslätts centrum och köpcentrumen där.